# Тимошенко Іван Іванович (ректор)
Іван Іванович Тимошенко (14 березня 1937, с. Євгенівка Великоновосілківський район Донецька область — 27 березня 2021, м. Київ) — український науковець, історик, співзасновник та ректор Європейського університету.

## Життєпис
Народився 14 березня 1937 року в селі Євгенівка Великоновосілківського району Донецької області.
У 1960 році закінчив Львівський державний університет імені Івана Франка за спеціальністю «Історія».
1960—1967 рр. — працював директором середніх шкіл Львівської області.
1967—1986 рр. — на посаді асистента, доцента в Запорізькому машинобудівельному та Запорізькому індустріальному інститутах.
1986—1991 рр. — на посаді доцента Київського інституту легкої промисловості.
З 1991 року — засновник та ректор Приватного закладу вищої освіти «Європейський університет».
З 1995 року — голова Асоціації навчальних закладів України приватної форми власності.
1997—2008 роки — член Державної акредитаційної комісії України.
З 1997 року — член Ради ректорів Київського регіону.
2006—2013 роки — член колегії Міністерства освіти та науки України.
Член Президії Спілки ректорів вищих навчальних закладів.